# 中国语言资源保护工程
中国语言资源保护工程，简称语保工程，由中华人民共和国教育部、国家语言文字工作委员会自2015年启动的语言文化类保护工程，包含了在全国范围内以语言资源调查、保存、展示和开发利用等为核心的各项工作，其目的是推广和规范使用国家通用语言文字，保护各民族语言文字，落实《国家中长期语言文字事业改革和发展规划纲要（2012－2020年）》的任务要求。

## 目标
利用现代化技术手段，收集记录汉语方言、少数民族语言和口头文化的实态语料，进行整理和加工，建成大规模、可持续增长的多媒体语言资源库，并开展语言资源保护研究工作，形成系统的基础性成果，进而进行深度开发应用，全面提升中国语言资源保护和利用的水平，为传承中华优秀传统文化、促进民族团结、维护国家安全服务。

## 实施基础
教育部、国家语委从2008年起，先后在江苏、上海、北京、广西、辽宁、福建、山东、河北、湖北等省份开展了中国语言资源有声数据库建设试点工作，这些试点工作检验了有声数据库建设技术规范和工作规范的科学性和可行性，完善了中国语言资源库的建设方案。

## 一期建设
语保工程于2015年启动，至2019年一期建设顺利完成，为期5年。
已出版《中国语言文化典藏》（20卷）和《中国濒危语言志》（30卷）。
语言调查地区覆盖了全国34个省区市，共1712个调查点，收集到123种语言和全部汉语方言。建成了世界上规模最大的语言资源库并提供在线服务，其采录展示平台收录了9733位发音人，原始语料数据1000多万条，其中音视频数据各500多万条，总容量100TB。

## 二期建设
二期建设自2021年启动，以做好顶层设计、加强开发应用、壮大人才队伍作为推进工程二期建设的重要途径。